# Злива (фільм, 1998)
«Злива» (англ. Hard Rain) — гостросюжетний фільм 1998 року режисера Мікаеля Саломона.

## Синопсис
Річка, що вийшла з берегів стала причиною великої повені в провінційному американському містечку. До міста прямує інкасаторський автомобіль, що перевозить декілька мільйонів доларів. Попавши в засідку, недосвідчений охоронець Том опиняється сам на сам з бандою «безжалісного Джима» та майбутньою природною стихією.

## В ролях
- Крістіан Слейтер — Том, інкасатор
- Морган Фрімен — Джим, лідер грабіжників
- Ренді Квейд — Майк Коллінз, шериф
- Мінні Драйвер — Карен, дівчина-реставратор
- Едвард Аснер — Чарлі, інкасатор, дядько Тома
- Денн Флорек — містер Мелор, грабіжник
- Майкл Гурджіан — Кенні, грабіжник
- Ріккі Герріс — Рей, грабіжник
- Марк Ролстон — Вейн Брайс, помічник шерифа
- Пітер Марнік — Філ, помічник шерифа
- Вейн Дювалл — Генк, доглядач дамби
- Річард Дізарт — Генрі Сірс, старий городянин
- Бетті Вайт — Дорін Сірс, дружина Генрі
- Рей Бейкер — колишній мер